# Episodi di Un genio sul divano (prima stagione)
La prima stagione di Un genio sul divano è stata trasmessa sul canale britannico Nickelodeon dal 29 maggio 2006 al 30 ottobre 2006.
In Italia è stata trasmessa su Italia 1 dal 7 luglio 2008 all'11 agosto 2008.
| nº | Titolo originale        | Titolo italiano          | Prima TV originale | Prima TV Italia |
| -- | ----------------------- | ------------------------ | ------------------ | --------------- |
| 1  | The Clones              | La festa del secolo      | 29 maggio 2006     | 7 luglio 2008   |
| 2  | My New Best Friend      | La nuova amica del cuore | 30 maggio 2006     | 8 luglio 2008   |
| 3  | Cave Dad                | Un po' troppo...passato! | 31 maggio 2006     | 9 luglio 2008   |
| 4  | Say Cheese              | Phillip e la Monna Lisa  | 1º giugno 2006     | 10 luglio 2008  |
| 5  | Puppy Love              | Un amore di cane         | 2 giugno 2006      | 11 luglio 2008  |
| 6  | Teacher Adil            | Professor Adil           | 5 giugno 2006      | 14 luglio 2008  |
| 7  | Girlband                | Girlband                 | 6 giugno 2006      | 15 luglio 2008  |
| 8  | Daddy Cool              | Figlio dei fiori         | 7 giugno 2006      | 16 luglio 2008  |
| 9  | Cuckoo in the Lamp      | Il nuovo Genio           | 8 giugno 2006      | 17 luglio 2008  |
| 10 | Kidding Around          | Formula inversa          | 9 giugno 2006      | 18 luglio 2008  |
| 11 | Rock Me Amadeus         | Il genio della musica    | 12 giugno 2006     | 21 luglio 2008  |
| 12 | Maxed Out               | La lampada di Adil       | 13 giugno 2006     | 22 luglio 2008  |
| 13 | Gnome Sweet Gnome       | Il nano da giardino      | 14 giugno 2006     | 23 luglio 2008  |
| 14 | Do You Want To Dance?   | Vuoi ballare?            | 9 ottobre 2006     | 24 luglio 2008  |
| 15 | Control Freak           | Telecomando guastafeste  | 10 ottobre 2006    | 25 luglio 2008  |
| 16 | Living Doll             | La bambola vivente       | 11 ottobre 2006    | 28 luglio 2008  |
| 17 | Game On                 | Game On                  | 12 ottobre 2006    | 29 luglio 2008  |
| 18 | Out of our Minds        | Al posto tuo             | 16 ottobre 2006    | 30 luglio 2008  |
| 19 | For You Spies           | Spie come noi            | 17 ottobre 2006    | 31 luglio 2008  |
| 20 | Election Selection      | Ragazze in politica      | 18 ottobre 2006    | 1º agosto 2008  |
| 21 | No Time Like the Future | Fuga dal futuro          | 19 ottobre 2006    | 4 agosto 2008   |
| 22 | Me Me Me!               | Una vita da star         | 23 ottobre 2006    | 5 agosto 2008   |
| 23 | I Love Adil!            | I love Adil              | 24 ottobre 2006    | 6 agosto 2008   |
| 24 | Mommie Dearest          | La sposa perfetta        | 25 ottobre 2006    | 7 agosto 2008   |
| 25 | Witch Way               | Un giorno da strega      | 26 ottobre 2006    | 8 agosto 2008   |
| 26 | Emma TV                 | Emma Show                | 30 ottobre 2006    | 11 agosto 2008  |